# Sankt Therese Kirke
Sankt Therese Kirke beliggende Bernstorffsvej 56 i Hellerup i Gentofte Kommune er en katolsk kirke. Bygningen er tegnet af Alf Cock-Clausen og opført 1934-1935. Kirken blev indviet den 14. december 1935.
55°43′51″N 12°33′20″Ø / 55.73083°N 12.55556°Ø